# 아카데미 시각효과상
아카데미 시각효과상(Academy Award for Best Visual Effects)은 아카데미상의 부문 중 하나로, 그 해 가장 뛰어난 시각 효과를 사용한 영화에 주어진다.

## 내력
이 상의 명칭은 다음과 같이 변화했다.
- 1927/28년 : Engineering Effects Award (공학효과상)
- 1938년 : Special Achievement Award (아카데미 특별업적상)
- 1939년 → 1962년: Special Effects Awards (특수효과상)
- 1963년 → 현재: Visual Effects Awards (시각효과상)

제1회 아카데미상 때 '공학효과상'이라는 이름으로 《날개》에 수상되었으나, 이후 11회까지 시상되지 않았다. 11회 때에 특수효과상은 아니지만 특별업적상의 개념으로 《북해의 남아》(Spawn of the North)의 특수효과팀에게 시상되었고, 12회 때에 '특수효과상'으로 다시 제정되어 수여되기 시작했다.
1963년 제36회 아카데미상 때부터 음향편집 부문을 분리하여 '음향편집상'으로 나누고, 본상은 '시각효과상'으로 개정되었다.
2009년도 작품까지 후보에 오르는 작품은 총 3개 작품이었지만 VFX 산업의 발전과 성장에 대응하기 위해 2010년도부터 5개 작품으로 확대되었다. 최다 후보는 데니스 뮤런의 15번이며, 최다 수상도 뮤런으로, 8번이다.

## 공학효과상

### 1920년대
| 연도            | 작품        | 후보자·수상자 |
| --------------- | ----------- | ------------- |
| 1927-28년 (1회) |             |               |
| 《날개》        | Roy Pomeroy |               |

## 특수효과상

### 1930년대
| 연도                                        | 작품                                                    | 후보자·수상자 |
| ------------------------------------------- | ------------------------------------------------------- | ------------- |
| 1938년 (11회)                               |                                                         |               |
| 《북해의 남아 Spawn of the North》          | 파라마운트 영화사의 특수효과팀                          |               |
| 1939년 (12회)                               |                                                         |               |
| 《비가 내린다》                             | 프레드 서슨 (촬영), E. H. 핸슨 (음향)                   |               |
| 《바람과 함께 사라지다》                    | 잭 코스그로브 (촬영), 프레드 앨빈, 아서 존스 (음향)     |               |
| 《천사만이 날개를 가졌다》                  | 로이 데이비드슨 (촬영), 에드윈 C. 한 (음향)             |               |
| 《엘리자베스의 스캔들》                     | 바이런 해스킨 (촬영), 네이선 레빈슨 (음향)              |               |
| 《토퍼 테이크 어 트립 Topper Takes a Trip》 | 로이 시라이트 (촬영)                                    |               |
| 《대평원》                                  | 파시오 에두아트, 고든 제닝스 (촬영), 로런 라이더 (음향) |               |
| 《오즈의 마법사》                           | A. 아널드 길레스피 (촬영), 더글러스 시어러 (음향)       |               |

### 1940년대
| 연도                                              | 작품 | 후보자·수상자 |
| ------------------------------------------------- | --- | ------------- |
| 1940년 (13회)                                     | |               |
| 《바그다드의 도둑》                               | 로런스 버틀러 (촬영), 잭 휘트니 (음향)                                                                             |               |
| 《파랑새》                                        | 프레드 서슨 (촬영), E. H. 핸슨 (음향)                                                                              |               |
| 《붐 타운》                                       | A. 아널드 길레스피 (촬영), 더글러스 시어러 (음향)                                                                  |               |
| 《시러큐스에서 온 소년들 The Boys from Syracuse》 | 존 P. 풀턴 (촬영), 버나드 B. 브라운, 조지프 레이피스 (음향)                                                        |               |
| 《닥터 사이클롭스》                               | 고든 제닝스, 파시오 에두아트 (촬영)                                                                                |               |
| 《해외 특파원》                                   | 폴 이글러 (촬영), 토머스 T. 몰턴 (음향)                                                                            |               |
| 《돌아온 투명인간》                               | 존 P. 풀턴 (촬영), 버나드 B. 브라운, 윌리엄 헤지콕 (음향)                                                          |               |
| 《머나먼 항해》                                   | R. T. 레이턴, R. O. Binger (촬영), 토머스 T. 몰턴 (음향)                                                           |               |
| 《공룡 100만년》                                  | 로이 시라이트 (촬영), Elmer Raguse (음향)                                                                          |               |
| 《레베카》                                        | 잭 코스그로브 (촬영), 아서 존스 (음향)                                                                             |               |
| 《바다매 The Sea Hawk》                           | 바이런 해스킨 (촬영), 네이선 레빈슨 (음향)                                                                         |               |
| 《로빈슨 가족》                                   | 버넌 L. 워커 (촬영), 존 O. 알버그 (음향)                                                                           |               |
| 《타이푼 Typhoon》                                | 파시오 에두아트, 고든 제닝스 (촬영), 로런 라이더 (음향)                                                            |               |
| 《Women in War》                                  | 하워드 J. 라이데커, 윌리엄 브래드퍼드, 엘리스 J. 새커리 (촬영), 허버트 노시 (음향)                                 |               |
| 1941년 (14회)                                     | |               |
| 《나는 날고 싶었다 I Wanted Wings》               | 파시오 에두아트, 고든 제닝스 (촬영), 루이 메센코프 (음향)                                                          |               |
| 《남해의 알로마 Aloma of the South Seas》         | 파시오 에두아트, 고든 제닝스 (촬영), 루이 메센코프 (음향)                                                          |               |
| 《다이브 봄버 Dive Bomber》 (후보 취소)           | 바이런 해스킨 (촬영), 네이선 레빈슨 (음향)                                                                         |               |
| 《플라이트 커맨드 Flight Command》                | A. 아널드 길레스피 (촬영), 더글러스 시어러 (음향)                                                                  |               |
| 《인비저블 우먼》                                 | 로런스 버틀러 (촬영), 윌리엄 H. 윌마스 (음향)                                                                      |               |
| 《울프 선장》                                     | 바이런 해스킨 (촬영), 네이선 레빈슨 (음향)                                                                         |               |
| 《해밀턴 부인》                                   | 존 풀턴 (촬영), 존 홀 (음향)                                                                                       |               |
| 《토퍼 리턴즈 Topper Returns》                    | 로이 시라이트 (촬영), Elmer Raguse (음향)                                                                          |               |
| 《독수리는 다시 난다》                            | 프레드 서슨 (촬영), E. H. 핸슨 (음향)                                                                              |               |
| 1942년 (15회)                                     | |               |
| 《절해의 폭풍》                                   | 고든 제닝스, 파시오 에두아트, 윌리엄 페레이라 (촬영), 루이 메센코프 (음향)                                         |               |
| 《바다의 지배자》                                 | 프레드 서슨 (촬영), 로저 헤이먼, 조지 레버렛 (음향)                                                                |               |
| 《데스퍼레이트 저니 Desperate Journey》           | 바이런 해스킨 (촬영), 네이선 레빈슨 (음향)                                                                         |               |
| 《플라잉 타이거스》                               | 하워드 라이데커 (촬영), 대니얼 J. 블룸버그 (음향)                                                                  |               |
| 《인비저블 에이전트》                             | 존 풀턴 (촬영), 버나드 B. 브라운 (음향)                                                                            |               |
| 《정글북》                                        | 로런스 버틀러 (촬영), 윌리엄 H. 윌마스 (음향)                                                                      |               |
| 《미니버 부인》                                   | A. 아널드 길레스피, 워런 뉴컴 (촬영), 더글러스 시어러 (음향)                                                       |               |
| 《네이비 컴즈 스루 The Navy Comes Through》       | 버넌 L. 워커 (촬영), 제임스 G. 스튜어트 (음향)                                                                     |               |
| 《원 오브 아워 에어크래프트 이즈 미싱》           | 로널드 님 (촬영), C. C. 스티븐스 (음향)                                                                            |               |
| 《야구왕 루 게릭》                                | 잭 코스그로브, Ray Binger (촬영), 토머스 T. 몰턴 (음향)                                                            |               |
| 1943년 (16회)                                     | |               |
| 《크래쉬 다이브》                                 | 프레드 서슨 (촬영), 로저 헤이먼 (음향)                                                                             |               |
| 《에어포스》                                      | 한스 쾨네캄프, 렉스 윔피 (촬영), 네이선 레빈슨 (음향)                                                              |               |
| 《[[봄바르디에 Bombardier》                       | 버넌 L. 워커 (촬영), 제임스 G. 스튜어트, 로이 그랜빌 (음향)                                                        |               |
| 《노스 스타》                                     | 클래런스 슬라이퍼, R. O. Binger (촬영), 토머스 T. 몰턴 (음향)                                                      |               |
| 《우리가 자랑스럽게 여기는 것들》                 | 고든 제닝스, 파시오 에두아트 (촬영), 조지 더튼 (음향)                                                              |               |
| 《스탠드 바이 포 액션》                           | A. 아널드 길레스피, Donald Jahraus (촬영), Michael Steinore (음향)                                                 |               |
| 1944년 (17회)                                     | |               |
| 《도쿄 상공 30초》                                | A. 아널드 길레스피, Donald Jahraus, 워런 뉴컴 (촬영), 더글러스 시어러 (음향)                                       |               |
| 《마크 트웨인의 모험》                            | 폴 데틀레프슨, 존 크라우스 (촬영), 네이선 레빈슨 (음향)                                                            |               |
| 《영광의 나날》                                   | 버넌 L. 워커 (촬영), 제임스 G. 스튜어트, 로이 그랜빌 (음향)                                                        |               |
| 《시크릿 커맨드 Secret Command》                  | 데이비드 앨런, 레이 코리, 로버트 라이트 (촬영), 러셀 말름그렌, Harry Kusnick (음향)                                |               |
| 《님은 가시고》                                   | 잭 코스그로브 (촬영), 아서 존스 (음향)                                                                             |               |
| 《와셀 박사 이야기 The Story of Dr. Wassell》     | 파시오 에두아트, 고든 제닝스 (촬영), 조지 더튼 (음향)                                                              |               |
| 《윌슨》                                          | 프레드 서슨 (촬영), 로저 헤이먼 (음향)                                                                             |               |
| 1945년 (18회)                                     | |               |
| 《원더맨》                                        | 존 P. 풀턴 (촬영), 아서 존스 (음향)                                                                                |               |
| 《캡틴 에디》                                     | 프레드 서슨, 솔 핼퍼린 (촬영), 로저 헤이먼, 해리 레너드 (음향)                                                     |               |
| 《스펠바운드》                                    | 잭 코스그로브 (촬영)                                                                                               |               |
| 《그들은 희생양이다》                             | A. 아널드 길레스피, Donald Jahraus, 로버트 A. 맥도널드 (촬영), 마이클 스타이노어 (음향)                            |               |
| 《아라비안 나이트》                               | 로런스 W. 버틀러 (촬영), 레이 봄바 (음향)                                                                          |               |
| 1946년 (19회)                                     | |               |
| 《즐거운 영혼》                                   | 토머스 하워드 (시각효과)                                                                                           |               |
| 《도둑맞은 삶 A Stolen Life》                     | 윌리엄 맥갠 (시각효과), 네이선 레빈슨 (청각효과)                                                                   |               |
| 1947년 (20회)                                     | |               |
| 《파도》                                          | A. 아널드 길레스피, 워런 뉴컴 (시각효과), 더글러스 시어러, 마이클 스타이노어 (청각효과)                            |               |
| 《정복되지 않는 사람들》                          | 파시오 에두아트, 데버루 제닝스, 고든 제닝스, W. 월리스 켈리, 폴 러페이 (시각효과), 조지 더튼 (청각효과)            |               |
| 1948년 (21회)                                     | |               |
| 《제니의 초상》                                   | 폴 이글러, 조지프 맥밀런 존슨, 러셀 셔먼, 클래런스 슬라이퍼 (시각효과), 찰스 프리먼, 제임스 G. 스튜어트 (청각효과) |               |
| 《딥 워터스 Deep Waters》                         | 랠프 해머래스, 프레드 서슨, 에드워드 스나이더 (시각효과), 로저 헤이먼 (청각효과)                                   |               |
| 1949년 (22회)                                     | |               |
| 《마이티 조 영》                                  | RKO 프로덕션 |               |
| 《털사 Tulsa》                                    | 월터 웡거 프로덕션                                                                                                 |               |

### 1950년대
| 연도                              | 작품                                                                      | 후보자·수상자 |
| --------------------------------- | ------------------------------------------------------------------------- | ------------- |
| 1950년 (23회)                     |                                                                           |               |
| 《데스티네이션 문》               | 조지 팰 프로덕션                                                          |               |
| 《삼손과 데릴라》                 | 세실 B. 드밀 프로덕션                                                     |               |
| 1951년 (24회)                     |                                                                           |               |
| 《세계가 충돌할 때》              | 파라마운트                                                                |               |
| 1952년 (25회)                     |                                                                           |               |
| 《플리머스 어드벤쳐》             | 메트로 골드윈 메이어                                                      |               |
| 1953년 (26회)                     |                                                                           |               |
| 《우주 전쟁》                     | 파라마운트 스튜디오                                                       |               |
| 1954년 (27회)                     |                                                                           |               |
| 《해저 2만리》                    | 월트 디즈니 스튜디오》'                                                   |               |
| 《헬 하이 워터 Hell, High Water》 | 20세기 폭스 스튜디오                                                      |               |
| 《뎀!》                           | 워너브라더스 스튜디오                                                     |               |
| 1955년 (28회)                     |                                                                           |               |
| 《원한의 도곡리 다리》            | 파라마운트 스튜디오》'                                                    |               |
| 《댐 버스터》                     | 영국 영화사 연합                                                          |               |
| 《비는 오다》                     | 20세기 폭스 스튜디오                                                      |               |
| 1956년 (29회)                     |                                                                           |               |
| 《십계》                          | 존 P. 풀턴                                                                |               |
| 《금지된 세계》                   | A. 아널드 길레스피, 어빙 G. 리스, 웨슬리 C. 밀러                          |               |
| 1957년 (30회)                     |                                                                           |               |
| 《상과 하》                       | 월터 로시 (청각효과)                                                      |               |
| 《저것이 파리의 등불이다》        | 루이 릭턴필드 (시각효과)                                                  |               |
| 1958년 (31회)                     |                                                                           |               |
| 《엄지손가락 톰》                 | 톰 하워드 (시각효과)                                                      |               |
| 《토피도 런》                     | A. 아널드 길레스피 (시각효과), 해럴드 험브록 (청각효과)                   |               |
| 1959년 (32회)                     |                                                                           |               |
| 《벤허》                          | A. 아널드 길레스피, 로버트 맥도널드 (시각효과), 마일로 B. 로리 (청각효과) |               |
| 《마그마 탐험대》                 | L. B. 애벗, 제임스 B. 고든 (시각효과), 칼 포크너 (청각효과)               |               |

### 1960년대
| 연도                 | 작품                                                     | 후보자·수상자 |
| -------------------- | -------------------------------------------------------- | ------------- |
| 1960년 (33회)        |                                                          |               |
| 《타임 머신》        | 진 워런, 팀 바 (시각효과)                                |               |
| 《마지막 항해》      | 오기 로먼 (시각효과)                                     |               |
| 1961년 (34회)        |                                                          |               |
| 《나바론 요새》      | 빌 워링턴 (시각효과), 비비언 C. 그린햄 (청각효과)        |               |
| 《건망증 선생님》    | 로버트 A. 매티, 유스터스 라이셋 (시각효과)               |               |
| 1962년 (35회)        |                                                          |               |
| 《지상 최대의 작전》 | 로버트 맥도널드 (시각효과), 자크 모몽 (청각효과)         |               |
| 《바운티 호의 반란》 | A. 아널드 길레스피 (시각효과), 마일로 B. 로리 (청각효과) |               |

## 시각효과상

### 1960년대
| 연도                        | 작품                                        | 후보자·수상자 |
| --------------------------- | ------------------------------------------- | ------------- |
| 1963년 (36회)               |                                             |               |
| 《클레오파트라》            | 에밀 코사 주니어                            |               |
| 《새》                      | 어브 아이웍스                               |               |
| 1964년 (37회)               |                                             |               |
| 《메리 포핀스》             | 피터 엘런쇼, 유스터스 라이셋, 해밀턴 루스키 |               |
| 《라오 박사의 일곱 얼굴》   | 짐 댄포스                                   |               |
| 1965년 (38회)               |                                             |               |
| 《007 썬더볼 작전》         | 존 스티어스》'                              |               |
| 《위대한 생애》             | 조지프 맥밀런 존슨                          |               |
| 1966년 (39회)               |                                             |               |
| 《마이크로 결사대》         | 아트 크룩섕크                               |               |
| 《하와이》                  | 린우드 G. 던                                |               |
| 1967년 (40회)               |                                             |               |
| 《닥터 두리틀》             | L. B. 애벗                                  |               |
| 《토브럭》                  | 하워드 A. 앤더슨, 앨버트 휘틀록             |               |
| 1968년 (41회)               |                                             |               |
| 《2001: 스페이스 오디세이》 | 스탠리 큐브릭                               |               |
| 《제브라 작전》             | 핼 밀러, 조지프 맥밀런 존슨                 |               |
| 1969년 (42회)               |                                             |               |
| 《우주 탈출》               | 로비 로버트슨                               |               |
| 《자바의 동쪽》             | 외젠 루리에, 앨릭스 웰던                    |               |

### 1970년대
| 연도                  | 작품                                                                                                | 후보자·수상자 |
| --------------------- | --------------------------------------------------------------------------------------------------- | ------------- |
| 1970》' (43회)        | |               |
| 《도라 도라 도라》    | A. D. 플라워스, L. B. 애벗                                                                          |               |
| 《패튼 대전차 군단》  | 앨릭스 웰던                                                                                         |               |
| 1971년 (44회)         | |               |
| 《날으는 요술침대》   | 앨런 메일리, 유스터스 라이셋, 대니 리                                                               |               |
| 《공룡 백만년》       | 짐 댄포스, 로저 디킨                                                                                |               |
| 1972년 (45회)         | |               |
| 《포세이돈 어드벤처》 | L. B. 애벗, A. D. 플라워스                                                                          |               |
| 1973년 (46회)         | |               |
| 수상자 없음           | |               |
| 1974년 (47회)         | |               |
| 《대지진》            | 프랭크 브렌들, 글렌 로빈슨, 앨버트 휘틀록                                                           |               |
| 1975년 (48회)         | |               |
| 《힌덴부르크》        | 앨버트 휘틀록, 글렌 로빈슨                                                                          |               |
| 1976년 (49회)         | |               |
| 《킹콩》              | 카를로 람발디, 글렌 로빈슨, 프랭크 밴더비어                                                         |               |
| 《로건의 탈출》       | L. B. 애벗, 글렌 로빈슨, 매슈 유리시치                                                              |               |
| 1977년 (50회)         | |               |
| 《스타워즈》          | 존 스티어스, 존 다이크스트라, 리처드 에들런드, 그랜트 매큔, 로버트 블랠럭                           |               |
| 《미지와의 조우》     | 로이 아보가스트, 더글러스 트럼불, 매슈 유리시치, 그레고리 진, 리처드 유리시치                       |               |
| 1978년 (51회)         | |               |
| 《슈퍼맨》            | 레스 보위, 콜린 칠버스, Denys Coop, 로이 필드, 데릭 메딩스, 조란 페리시치                           |               |
| 1979년 (52회)         | |               |
| 《에이리언》          | H. R. 기거, 카를로 람발디, 브라이언 존슨, 닉 올더, 데니스 아일링                                    |               |
| 《1941》              | 윌리엄 A. 프레이커, A. D. 플라워스, 그레고리 진                                                     |               |
| 《블랙홀》            | 피터 엘런쇼, 아트 크룩섕크, 유스터스 라이셋, 대니 리, 해리슨 엘런쇼, 조 헤일                        |               |
| 《007 문레이커》      | 데릭 메딩스, 폴 윌슨, 존 에번스                                                                     |               |
| 《스타 트렉》         | 더글러스 트럼불, 존 다이크스트라, 리처드 유리시치, 로버트 스워스, 데이비드 K. 스튜어트, 그랜트 매큔 |               |

### 1980년대
| 연도                           | 작품                                                          | 후보자·수상자 |
| ------------------------------ | ------------------------------------------------------------- | ------------- |
| 1980년 (53회)                  |                                                               |               |
| 《제국의 역습》                | 브라이언 존슨, 리처드 에들런드, 데니스 뮤런, 브루스 니컬슨    |               |
| 1981년 (54회)                  |                                                               |               |
| 《레이더스》                   | 리처드 에들런드, 킷 웨스트, 브루스 니컬슨, 조 존스턴          |               |
| 《용과 마법 구슬》             | 데니스 뮤런, 필 티핏, 켄 랠스턴, 브라이언 존슨                |               |
| 1982년 (55회)                  |                                                               |               |
| 《E.T.》                       | 카를로 람발디, 데니스 뮤런, 케네스 F. 스미스                  |               |
| 《블레이드 러너》              | 더글러스 트럼불, 리처드 유리시치, 데이비드 드라이어           |               |
| 《폴터가이스트》               | 리처드 에들런드, 마이클 우드, 브루스 니컬슨                   |               |
| 1983년 (56회)                  |                                                               |               |
| 《제다이의 귀환》              | 리처드 에들런드, 데니스 뮤런, 켄 랠스턴, 필 티핏              |               |
| 1984년 (57회)                  |                                                               |               |
| 《인디아나 존스: 미궁의 사원》 | 데니스 뮤런, 마이클 J. 매캘리스터, 론 피터슨, 조지 깁스       |               |
| 《2010 우주 여행》             | 리처드 에들런드, 닐 크레펠라, 조지 젠슨, 마크 스텟슨          |               |
| 《고스트버스터즈》             | 리처드 에들런드, 존 브루노, 마크 바고, 척 개스파              |               |
| 1985년 (58회)                  |                                                               |               |
| 《코쿤》                       | 켄 랠스턴, 랠프 매쿼리, 스콧 패러, 데이비드 베리              |               |
| 《마법의 나라 오즈》           | 윌 빈턴, 이언 윈그로브, 조란 페리시치, 마이클 로이드          |               |
| 《피라미드의 공포》            | 데니스 뮤런, 킷 웨스트, 존 R. 엘리스, 데이비드 W. 앨런        |               |
| 1986년 (59회)                  |                                                               |               |
| 《에이리언 2》                 | 로버트 스코택, 스탠 윈스턴, 존 리처드슨, 수잰 벤슨            |               |
| 《흡혈 식물 대소동》           | 라일 콘웨이, 브랜 페런, 마틴 거터리지                         |               |
| 《폴터가이스트 2》             | 리처드 에들런드, 존 브루노, 개리 월러, 윌리엄 닐              |               |
| 1987년 (60회)                  |                                                               |               |
| 《이너스페이스》               | 데니스 뮤런, 윌리엄 조지, 할리 제섭, 케네스 F. 스미스》'      |               |
| 《프레데터》                   | 조엘 하이넥, 로버트 M. 그린버그, 리처드 그린버그, 스탠 윈스턴 |               |
| 1988년 (61회)                  |                                                               |               |
| 《누가 로저 래빗을 모함했나》  | 켄 랠스턴, 리처드 윌리엄스, 에드워드 존스, 조지 깁스          |               |
| 《다이 하드》                  | 리처드 에들런드, 앨 디사로, 브렌트 보츠, 세인 모리스          |               |
| 《윌로우》                     | 데니스 뮤런, 마이클 J. 매캘리스터, 필 티핏, 크리스 에번스     |               |
| 1989년 (62회)                  |                                                               |               |
| 《심연》                       | 존 브루노, 데니스 뮤런, 호이트 예이트먼, 데니스 스코택        |               |
| 《바론의 대모험》              | 리처드 콘웨이, 켄트 휴스턴                                    |               |
| 《백 투 더 퓨처 2》            | 켄 랠스턴, 마이클 랜티에리, 존 벨, 스티브 골리                |               |

### 1990년대
| 연도                                      | 작품                                                             | 후보자·수상자 |
| ----------------------------------------- | ---------------------------------------------------------------- | ------------- |
| 1990년 (63회)                             |                                                                  |               |
| 《토탈 리콜》                             | 에릭 브레빅, 롭 로틴, 팀 맥거번, 앨릭스 펑키                     |               |
| 1991년 (64회)                             |                                                                  |               |
| 《터미네이터 2: 심판의 날》               | 데니스 뮤런, 스탠 윈스턴, 진 워런 주니어, 로버트 스코택          |               |
| 《분노의 역류》                           | 미카엘 살로몬, 앨런 홀, 클레이 피니, 스콧 패러                   |               |
| 《후크》                                  | 에릭 브레빅, 할리 제섭, 마크 설리번, 마이클 랜티에리             |               |
| 1992년 (65회)                             |                                                                  |               |
| 《죽어야 사는 여자》                      | 켄 랠스턴, 더그 챙, 더그 스마이스, 톰 우드러프 주니어            |               |
| 《에이리언 3》                            | 리처드 에들런드, 앨릭 길리스, 톰 우드러프 주니어, 조지 깁스      |               |
| 《배트맨 2》                              | 마이클 핑크, 크레이그 배런, 존 브루노, 데니스 스코택             |               |
| 1993년 (66회)                             |                                                                  |               |
| 《쥬라기 공원》                           | 데니스 뮤런, 스탠 윈스턴, 필 티핏, 마이클 랜티에리               |               |
| 《클리프행어》                            | 닐 크레펠라, 존 리처드슨, 존 브루노, 패멀라 이즐리               |               |
| 《크리스마스 악몽》                       | Pete Kozachik, 에릭 레이턴, 아리엘 벨라스코 쇼, 고든 베이커      |               |
| 1994년 (67회)                             |                                                                  |               |
| 《포레스트 검프》                         | 켄 랠스턴, 조지 머피, 스티븐 로젠바움, 앨런 홀                   |               |
| 《마스크》                                | 스콧 스콰이어스, 스티브 윌리엄스, 톰 버티노, 존 파르하트         |               |
| 《트루 라이즈》                           | 존 브루노, 토머스 L. 피셔, 자크 스트로바이스, 패트릭 매클렁      |               |
| 1995년 (68회)                             |                                                                  |               |
| 《꼬마 돼지 베이브》                      | 스콧 E. 앤더슨, 찰스 깁슨, 닐 스캔런, 존 콕스                    |               |
| 《아폴로 13》                             | 로버트 레가토, 마이클 캔퍼, 레슬리 에커, 맷 스위니               |               |
| 1996년 (69회)                             |                                                                  |               |
| 《인디펜던스 데이》                       | 폴커 엥겔, 더글러스 스미스, 클레이 피니, 조지프 비스코실         |               |
| 《드래곤하트》                            | 스콧 스콰이어스, 필 티핏, 제임스 스트라우스, 킷 웨스트           |               |
| 《트위스터》                              | 스테펀 팽마이어, 존 프레이저, 하비브 자르가르푸르, 헨리 러바운타 |               |
| 1997년 (70회)                             |                                                                  |               |
| 《타이타닉》                              | 로버트 레가토, 마크 래소프, 토머스 L. 피셔, 마이클 캔퍼          |               |
| 《쥬라기 공원 2: 잃어버린 세계》          | 데니스 뮤런, 스탠 윈스턴, 랜들 M. 두트라, 마이클 랜티에리        |               |
| 《스타십 트루퍼스》                       | 필 티핏, 스콧 E. 앤더슨, 앨릭 길리스, 존 리처드슨                |               |
| 1998년 (71회)                             |                                                                  |               |
| 《천국보다 아름다운》                     | 조엘 하이넥, 니컬러스 브룩스, 스튜어트 로버트슨, 케빈 맥         |               |
| 《아마겟돈》                              | 리처드 R. 후버, 패트릭 매클렁, 존 프레이저                       |               |
| 《마이티 조 영》                          | 릭 베이커, 호이트 예이트먼, 앨런 홀, 짐 미첼                     |               |
| 1999년 (72회)                             |                                                                  |               |
| 《매트릭스》                              | 존 게이타, Janek Sirrs, 스티브 코틀리, Jon Thum                  |               |
| 《스타워즈 에피소드 1: 보이지 않는 위험》 | 존 놀, 데니스 뮤런, 스콧 스콰이어스, 롭 콜먼                     |               |
| 《스튜어트 리틀》                         | 존 다이크스트라, 제롬 첸, 헨리 F. 앤더슨 3세, 에릭 앨러드        |               |

### 2000년대
| 연도                                       | 작품                                                             | 후보자·수상자 |
| ------------------------------------------ | ---------------------------------------------------------------- | ------------- |
| 2000년 (73회)                              |                                                                  |               |
| 《글래디에이터》                           | 존 넬슨, 닐 코볼드, 팀 버크, 롭 하비                             |               |
| 《할로우 맨》                              | 스콧 E. 앤더슨, 크레이그 헤이스, 스콧 스톡다이크, 스탠 파크스    |               |
| 《퍼펙트 스톰》                            | 스테펀 팽마이어, 하비브 자르가르푸르, 존 프레이저, 월트 콘티     |               |
| 2001년 (74회)                              |                                                                  |               |
| 《반지의 제왕: 반지 원정대》               | Jim Rygiel, 랜들 윌리엄 쿡, 리처드 테일러, 마크 스텟슨           |               |
| 《A.I.》                                   | 데니스 뮤런, 스콧 패러, 스탠 윈스턴, 마이클 랜티에리             |               |
| 《진주만》                                 | 에릭 브레빅, 존 프레이저, 에드 허시, 벤 스노                     |               |
| 2002년 (75회)                              |                                                                  |               |
| 《반지의 제왕: 두 개의 탑》                | Jim Rygiel, 조 레터리, 랜들 윌리엄 쿡, 앨릭스 펑키               |               |
| 《스파이더맨》                             | 존 다이크스트라, 스콧 스톡다이크, 앤서니 라몰리나라, 존 프레이저 |               |
| 《스타워즈 에피소드 2: 클론의 습격》       | 롭 콜먼, 파블로 헬만, 존 놀, 벤 스노                             |               |
| 2003년 (76회)                              |                                                                  |               |
| 《반지의 제왕: 왕의 귀환》                 | Jim Rygiel, 조 레터리, 랜들 윌리엄 쿡, 앨릭스 펑키               |               |
| 《마스터 앤드 커맨더: 위대한 정복자》      | 댄 수딕, 스테펀 팽마이어, 네이선 맥기니스, 로버트 스트롬버그     |               |
| 《캐리비안의 해적: 블랙 펄의 저주》        | 존 놀, 핼 힝클, 찰스 깁슨, 테리 프레이지                         |               |
| 2004년 (77회)                              |                                                                  |               |
| 《스파이더맨 2》                           | 존 다이크스트라, 스콧 스톡다이크, 앤서니 라몰리나라, 존 프레이저 |               |
| 《해리 포터와 아즈카반의 죄수》            | 로저 가이엣, 팀 버크, 존 리처드슨, 윌리엄 조지                   |               |
| 《아이, 로봇》                             | 존 넬슨, 앤드루 R. 존스, 에릭 내시, 조 레터리                    |               |
| 2005년 (78회)                              |                                                                  |               |
| 《킹콩》                                   | 조 레터리, 브라이언 밴트헐, 크리스천 리버스, 리처드 테일러       |               |
| 《나니아 연대기: 사자, 마녀, 그리고 옷장》 | 딘 라이트, 빌 웨스턴호퍼, 짐 버니, 스콧 패러                     |               |
| 《우주 전쟁》                              | 데니스 뮤런, 파블로 헬만, 랜들 M. 두트라, 댄 수딕                |               |
| 2006년 (79회)                              |                                                                  |               |
| 《캐리비안의 해적: 망자의 함》             | 존 놀, 핼 힝클, 찰스 깁슨, 앨런 홀                               |               |
| 《포세이돈》                               | 보이드 셔미스, 킴 리브레리, 채스 재럿, 존 프레이저               |               |
| 《수퍼맨 리턴즈》                          | 마크 스텟슨, 닐 코볼드, 리처드 R. 후버, Jon Thum                 |               |
| 2007년 (80회)                              |                                                                  |               |
| 《황금나침반》                             | 마이클 핑크, 빌 웨스턴호퍼, 벤 모리스, 트레버 우드               |               |
| 《캐리비안의 해적: 세상의 끝에서》         | 존 놀, 핼 힝클, 찰스 깁슨, 존 프레이저                           |               |
| 《트랜스포머》                             | 스콧 패러, 스콧 벤자, 러셀 얼, 존 프레이저                       |               |
| 2008년 (81회)                              |                                                                  |               |
| 《벤자민 버튼의 시간은 거꾸로 간다》       | 에릭 바바, Steve Preeg, 버트 돌턴, 크레이그 배런                 |               |
| 《다크 나이트》                            | 닉 데이비스, 크리스 코볼드, 팀 웨버, 폴 프랭클린                 |               |
| 《아이언맨》                               | 존 넬슨, 벤 스노, 댄 수딕, 셰인 머핸                             |               |
| 2009년 (82회)                              |                                                                  |               |
| 《아바타》                                 | 조 레터리, 스티븐 로젠바움, 리처드 베이넘, 앤드루 R. 존스        |               |
| 《디스트릭트 9》                           | 댄 코프먼, 피터 머이저스, 로버트 헤이브러스, 맷 에이킨           |               |
| 《스타 트렉: 더 비기닝》                   | 로저 가이엣, 러셀 얼, 폴 캐버나, 버트 돌턴                       |               |

### 2010년대
| 연도                                | 작품                                                                       | 후보자·수상자 |
| ----------------------------------- | -------------------------------------------------------------------------- | ------------- |
| 2010년 (83회)                       |                                                                            |               |
| 《인셉션》                          | 폴 프랭클린, 크리스 코볼드, 앤드루 로클리, 피터 베브                       |               |
| 《이상한 나라의 앨리스》            | 켄 랠스턴, 데이비드 쇼브, 케리 비예가스, 숀 필립스                         |               |
| 《해리 포터와 죽음의 성물 1부》     | 팀 버크, 존 리처드슨, Christian Manz, Nicolas Aithadi                      |               |
| 《히어애프터》                      | 마이클 오언스, 브라이언 그릴, 슈테판 스토얀스키, 조 패럴                   |               |
| 《아이언맨 2》                      | Janek Sirrs, 벤 스노, 제드 라이트, 댄 수딕                                 |               |
| 2011년 (84회)                       |                                                                            |               |
| 《휴고》                            | 로버트 레가토, 조스 윌리엄스, 벤 그로스먼, 앨릭스 헤닝                     |               |
| 《해리 포터와 죽음의 성물 2부》     | 팀 버크, 데이비드 비커리, 그레그 버틀러, 존 리처드슨                       |               |
| 《리얼 스틸》                       | 에릭 내시, 존 로즌그랜트, 댄 테일러, 스웬 길버그                           |               |
| 《혹성탈출: 진화의 시작》           | 조 레터리, 댄 레먼, R. 크리스토퍼 화이트, 대니얼 배럿                      |               |
| 《트랜스포머 3》                    | 스콧 패러, 스콧 벤자, 매슈 E. 버틀러, 존 프레이저                          |               |
| 2012년 (85회)                       |                                                                            |               |
| 《라이프 오브 파이》                | 빌 웨스턴호퍼, 기욤 로슈롱, 에릭얀 더부르, 도널드 R. 엘리엇                |               |
| 《호빗: 뜻밖의 여정》               | 조 레터리, 에릭 세인던, 데이비드 클레이턴, R. 크리스토퍼 화이트            |               |
| 《어벤져스》                        | Janek Sirrs, 제프 화이트, 가이 윌리엄스, 댄 수딕                           |               |
| 《프로메테우스》                    | 리처드 스태머스, 트레버 우드, 찰리 헨리, 마틴 힐                           |               |
| 《스노우 화이트 앤 더 헌츠맨》      | 세드리크 니콜라트루아양, 필립 브레넌, 닐 코볼드, 마이클 도슨               |               |
| 2013년 (86회)                       |                                                                            |               |
| 《그래비티》                        | 팀 웨버, 크리스 로런스, 데이브 셔크, 닐 코볼드                             |               |
| 《호빗: 스마우그의 폐허》           | 조 레터리, 에릭 세인던, 데이비드 클레이턴, 에릭 레이놀즈                   |               |
| 《아이언맨 3》                      | 크리스토퍼 타운젠드, 가이 윌리엄스, 에릭 내시, 댄 수딕                     |               |
| 《론 레인저》                       | 팀 알렉산더, 게리 브로저니치, 에드슨 윌리엄스, 존 프레이저                 |               |
| 《스타트렉 다크니스》               | 로저 가이엣, 패트릭 튜바크, 벤 그로스먼, 버트 돌턴                         |               |
| 2014년 (87회)                       |                                                                            |               |
| 《인터스텔라》                      | 폴 프랭클린, 앤드루 로클리, 이언 헌터,, 스콧 R. 피셔                       |               |
| 《캡틴 아메리카: 윈터 솔져》        | 댄 덜루, 러셀 얼, 브라이언 그릴, 댄 수딕                                   |               |
| 《혹성탈출: 반격의 서막》           | 조 레터리, 댄 레먼, 대니얼 배럿, 애릭 윈퀴스트                             |               |
| 《가디언즈 오브 갤럭시》            | 스테판 세레티, Nicolas Aithadi, 조너선 포크너, 폴 코볼드                   |               |
| 《엑스맨: 데이즈 오브 퓨처 패스트》 | 리처드 스태머스, 루 페코라, 팀 크로즈비, 캐머런 월드바워                   |               |
| 2015년 (88회)                       |                                                                            |               |
| 《엑스 마키나》                     | 마크 윌리엄스 아딩턴, 세라 베넷, 폴 노리스, 앤드루 화이트허스트            |               |
| 《매드 맥스: 분노의 도로》          | 앤드루 잭슨, 댄 올리버, 앤디 윌리엄스, 톰 우드                             |               |
| 《마션》                            | Anders Langlands, 크리스 로런스, 리처드 스태머스, 스티븐 워너              |               |
| 《레버넌트: 죽음에서 돌아온 자》    | 리처드 맥브라이드, 맷 셤웨이, 제이슨 스미스, 캐머런 월드바워               |               |
| 《스타워즈: 깨어난 포스》           | 크리스 코볼드, 로저 가이엣, 패트릭 튜바크, 닐 스캔런                       |               |
| 2016년 (89회)                       |                                                                            |               |
| 《정글북》                          | 로버트 레가토, 애덤 밸디즈, 앤드루 R. 존스, 댄 레먼                        |               |
| 《딥워터 호라이즌》                 | 크레이그 해먹, 제이슨 스넬, 제이슨 빌링턴, 버트 돌턴                       |               |
| 《닥터 스트레인지》                 | 스테판 세레티, 리처드 블러프, 빈센트 시렐리, 폴 코볼드                     |               |
| 《쿠보와 전설의 악기》              | 스티브 에머슨, 올리버 존스, 브라이언 매클레인, 브래드 시프                 |               |
| 《로그 원: 스타워즈 스토리》        | 존 놀, 모헨 레오, 핼 힝클, 닐 코볼드                                       |               |
| 2017년 (90회)                       |                                                                            |               |
| 《블레이드 러너 2049》              | 존 넬슨, 게르트 네프처, 폴 램버트, 리처드 R. 후버                          |               |
| 《가디언즈 오브 갤럭시 Vol. 2》     | 크리스토퍼 타운젠드, 가이 윌리엄스, 조너선 포크너, 댄 수딕                 |               |
| 《콩: 스컬 아일랜드》               | 스티븐 로젠바움, 제프 화이트, 스콧 벤자, 마이크 마이나더스                 |               |
| 《스타워즈: 라스트 제다이》         | 벤 모리스, 마이크 멀홀랜드, 닐 스캔런, 크리스 코볼드                       |               |
| 《혹성탈출: 종의 전쟁》             | 조 레터리, 대니얼 배럿, 댄 레먼, 조엘 휘스트                               |               |
| 2018년 (91회)                       |                                                                            |               |
| 《퍼스트 맨》                       | 폴 램버트, 이언 헌터, 트리스턴 마일스, J. D. 슈왐                          |               |
| 《어벤져스: 인피니티 워》           | 댄 덜루, 켈리 포트, 러셀 얼, 댄 수딕                                       |               |
| 《굿바이 크리스토퍼 로빈》          | 크리스토퍼 로런스, 마이클 에임스, 시오 존스, 크리스 코볼드                 |               |
| 《레디 플레이어 원》                | 로저 가이엣, 그레이디 코퍼, 매슈 E. 버틀러, 데이비드 셔크                  |               |
| 《한 솔로: 스타워즈 스토리》        | Rob Bredow, 패트릭 튜바크, 닐 스캔런, 도미닉 투이                          |               |
| 2019년 (92회)                       |                                                                            |               |
| 《1917》                            | 기욤 로슈롱, 그레그 버틀러, 도미닉 투이                                    |               |
| 《어벤져스: 엔드게임》              | 댄 덜루, 러셀 얼, 맷 에이킨, 댄 수딕                                       |               |
| 《아이리시맨》                      | 파블로 헬만, 레안드로 에스테베코레나, 넬슨 세풀베다파우저, 스테판 그라블리 |               |
| 《라이온 킹》                       | 로버트 레가토, 애덤 밸디즈, 앤드루 R. 존스, 엘리엇 뉴먼                    |               |
| 《스타워즈: 라이즈 오브 스카이워커  | 로저 가이엣, 닐 스캔런, 패트릭 튜바크, 도미닉 투이                         |               |

### 2020년대
| 연도                               | 작품                                                             | 후보자·수상자 |
| ---------------------------------- | ---------------------------------------------------------------- | ------------- |
| 2020년 (93회)                      |                                                                  |               |
| 《테넷》                           | 앤드루 잭슨, 데이비드 리, 앤드루 로클리, 스콧 피셔               |               |
| 《러브 앤 몬스터즈》               | 맷 슬론, 제너비브 카멜레리, 맷 에버릿, 브라이언 콕스             |               |
| 《미드나이트 스카이》              | 매슈 카스미르, 크리스 로런스, 맥스 솔로몬, 데이비드 왓킨스       |               |
| 《뮬란》                           | 숀 페이든, 앤더스 랭글랜즈, 세스 모리, 스티브 잉그럼             |               |
| 《더 원 앤 온리 이반》             | 닉 데이비스, 그레그 피셔, 벤 존스, 산티아고 콜로모 마르티네스    |               |
| 2021년 (94회)                      |                                                                  |               |
| 《듄》                             | 폴 램버트, 트리스턴 마일스, 브라이언 코너, 게르트 네프처         |               |
| 《프리 가이》                      | 스벤 길버그, 브라이언 그릴, 니코스 칼라이치디스, 댄 수딕         |               |
| 《007 노 타임 투 다이》            | 찰리 노블, 조엘 그린, 조너선 포크너, 크리스 코볼드               |               |
| 《샹치와 텐 링즈의 전설》          | 크리스토퍼 타운젠드, 조 패럴, 숀 노엘 워커, 댄 올리버            |               |
| 《스파이더맨: 노 웨이 홈》         | 켈리 포트, 크리스 웨이그너, 스콧 에덜스틴, 댄 수딕               |               |
| 2022년 (95회)                      |                                                                  |               |
| 《아바타: 물의 길》                | 조 레터리, 리처드 베이넘, 에릭 세인던, 대니얼 배럿               |               |
| 《서부 전선 이상 없다》            | 프랭크 페촐드, 빅토르 뮐러, 마르쿠스 프랑크, 카밀 자파르         |               |
| 《더 배트맨》                      | 댄 레먼, 러셀 얼, 앤더스 랭글랜즈, 도미닉 투이                   |               |
| 《블랙 팬서: 와칸다 포에버》       | 제프리 바우먼, 크레이그 해먹, R. 크리스토퍼 화이트, 댄 수딕      |               |
| 《탑건: 매버릭》                   | 라이언 투드호프, 세스 힐, 브라이언 릿슨, 스콧 R. 피셔            |               |
| 2023년 (96회)                      |                                                                  |               |
| 《고지라-1.0》                     | 야마자키 다카시, 시부야 키요코, 타카하시 마사키, 노지마 타쓰지   |               |
| 《크리에이터》                     | 제이 쿠퍼, 이안 콤리, 앤드류 로버츠, 닐 코볼드                   |               |
| 《가디언즈 오브 갤럭시: Volume 3》 | 스테판 세레티, 알렉시스 바이스브레트, 가이 윌리엄스, 테오 비알렉 |               |
| 《미션 임파서블: 데드 레코닝》     | 알렉스 부트케, 시몬 코코, 제프 서덜랜드, 닐 코볼드               |               |
| 《나폴레옹》                       | 찰리 헨리, 뤼크유언 마르탱페누예, 시몬 코코, 닐 코볼드           |               |